# انتخابات الرئاسة الأبخازية 2011
انتخابات الرئاسة الأبخازية 2011 هي الانتخابات الرئاسية التي جرت في 26 أغسطس 2011، في حكومة جمهورية أبخازيا، لانتخاب رئيس أبخازيا، فاز بالانتخابات ألكساندر أنكفاب.

## المرشحين
| المرشح          | الحزب | عدد الأصوات |
| --------------- | ----- | ----------- |
| ألكساندر أنكفاب |       |             |